# Sambaina
Sambaina är en ort i Madagaskar.   Den ligger i regionen Analamanga, i den centrala delen av landet, 26 km öster om huvudstaden Antananarivo. Sambaina ligger 1 459 meter över havet och antalet invånare är 7 000.
Terrängen runt Sambaina är platt åt nordost, men åt sydväst är den kuperad. Runt Sambaina är det ganska tätbefolkat, med 96 invånare per kvadratkilometer. Närmaste större samhälle är Manjakandriana, 2,5 km sydost om Sambaina. Omgivningarna runt Sambaina är huvudsakligen savann.